# Arthropoma cecilii
Arthropoma cecilii is een mosdiertjessoort uit de familie van de Lacernidae. De wetenschappelijke naam van de soort is, als Flustra cecilii, voor het eerst geldig gepubliceerd in 1826 door Audouin.